# Embarcadère de la Star Ferry (Tsim Sha Tsui)

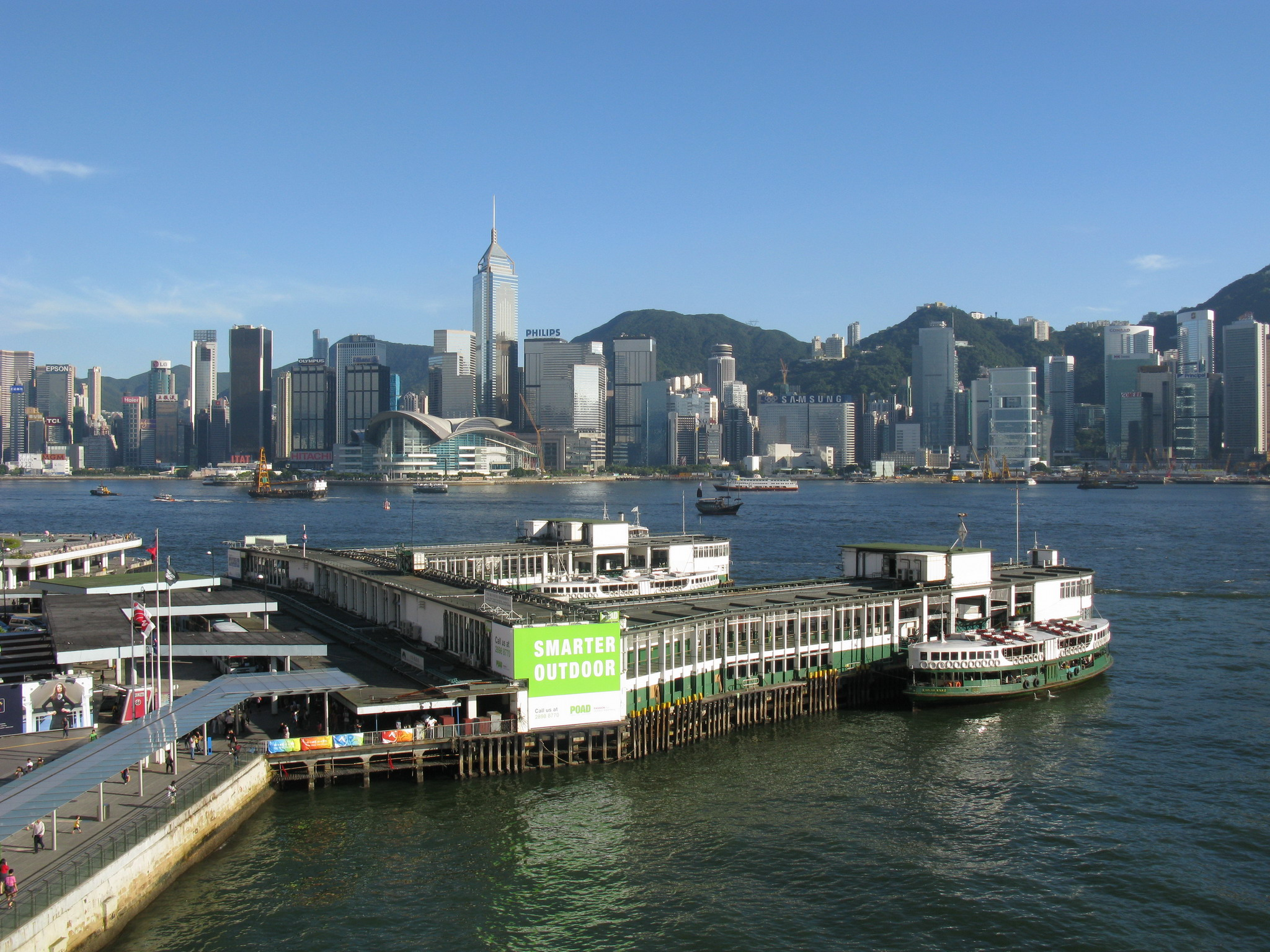
L'embarcadère de la Star Ferry de Tsim Sha Tsui.

L'embarcadère de la Star Ferry de Tsim Sha Tsui (尖沙咀天星碼頭, Star Ferry Pier, Tsim Sha Tsui ou Tsim Sha Tsui Ferry Pier) est situé sur un terre-plein à la pointe sud de Tsim Sha Tsui sur la péninsule de Kowloon à Hong Kong. La Star Ferry y exploite son service de traversée de Victoria Harbour vers Wan Chai et Central sur l'île de Hong Kong. L'emplacement est nommé « Kowloon Point » par la franchise de la Star Ferry.

## Histoire
La construction du premier embarcadère sur l'emplacement actuel commence en 1904, après l'édification des grands terre-pleins qui étendent Salisbury Road (en). Il est dessiné à l'« image d'un doigt » et est inauguré en 1906, mais est détruit en septembre de la même année par le typhon de Hong Kong de 1906 (en).
Son remplacement, qui est conçu pour accueillir deux traversiers, est achevé en 1914. Au début des années 1950, la construction de l'actuel terminal à double appontements commence des deux côtés de Victoria Harbour. La structure est achevée en 1957, en même temps que l'achèvement de l'embarcadère de ferries d'Edinburgh Place (en) (aujourd'hui démoli), qui est construit sur l'île d'en face. Les deux embarcadères sont des exemples du style « paquebot ».

## Structure
Comme l'embarcadère de la Star Ferry de l'île de Hong Kong, son quai se compose de deux appontements à deux niveaux. L'embarquement au niveau supérieur est plus cher que la zone d'embarquement au niveau inférieur. Les deux structures sont soutenues par des pieux en bois. Contrairement à celui d'en face, l'embarcadère de Tsim Sha Tsui lui-même n'a pas de tour de l'horloge, bien qu'une tour semblable soit située à proximité.
Un terminus de bus situé à distance de marche sur Salisbury Road accueille les autobus de la Kowloon Motor Bus (en) qui se rendent en divers endroits de Kowloon et de New Kowloon.
L'embarcadère est proche de l'immeuble Star House, de Ocean Terminal, du centre culturel de Hong Kong, et de la tour de l'horloge de l'ancienne gare de Kowloon. Le mâts à cinq drapeaux entre l'embarcadère et le Star House est un lieu de rencontre populaire. L'embarcadère public de Kowloon est située au sud-est.
Il y a quelques boutiques de détail sur l'embarcadère, comme des kiosques à journaux, un magasin de souvenirs de la Star Ferry (qui vend par exemple des maquettes de ferries), une succursale de la HSBC, et un centre d'information de l'office du tourisme de Hong Kong (en).

## Destinations
| Destination                 | Embarcadère d'arrivé                  |
| Central                     | Embarcadères de Central               |
| Wan Chai                    | Embarcadère de Wan Chai (en)          |
| Hong Kong Disneyland Resort | Embarcadère de Disneyland Resort (en) |

## Galerie

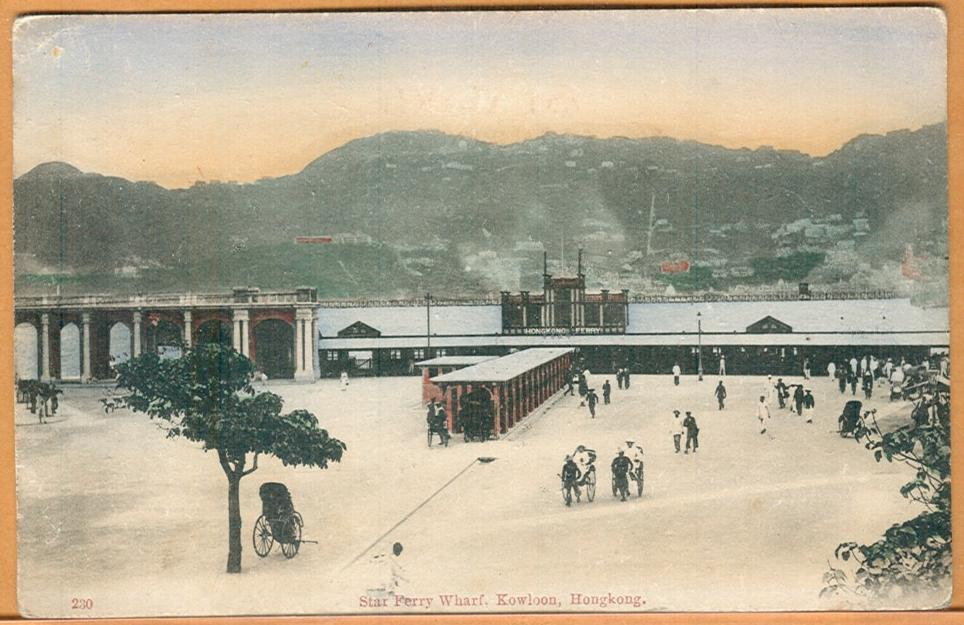
L'embarcadère en 1920.
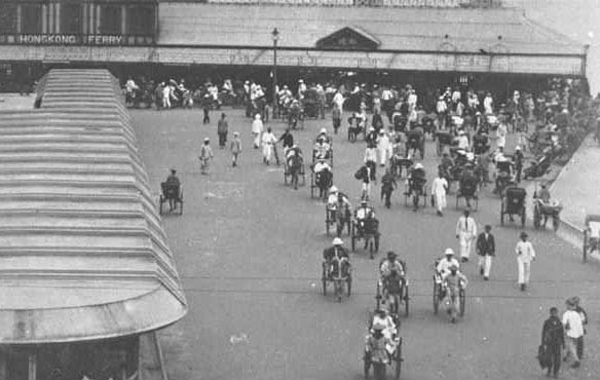
Les pousse-pousses accueillant les voyageurs débarquant à l'embarcadère en 1927.
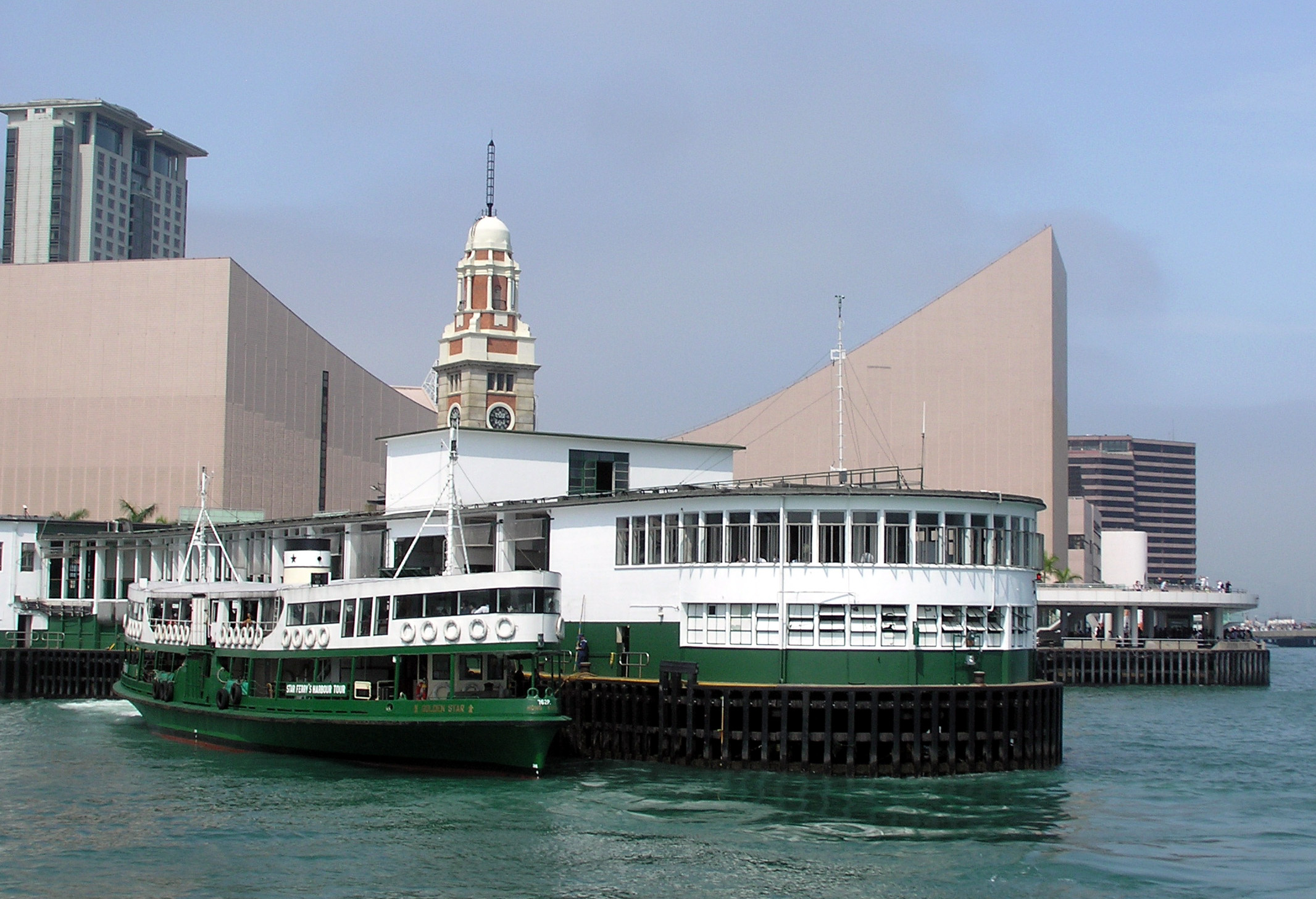
L'embarcadère.
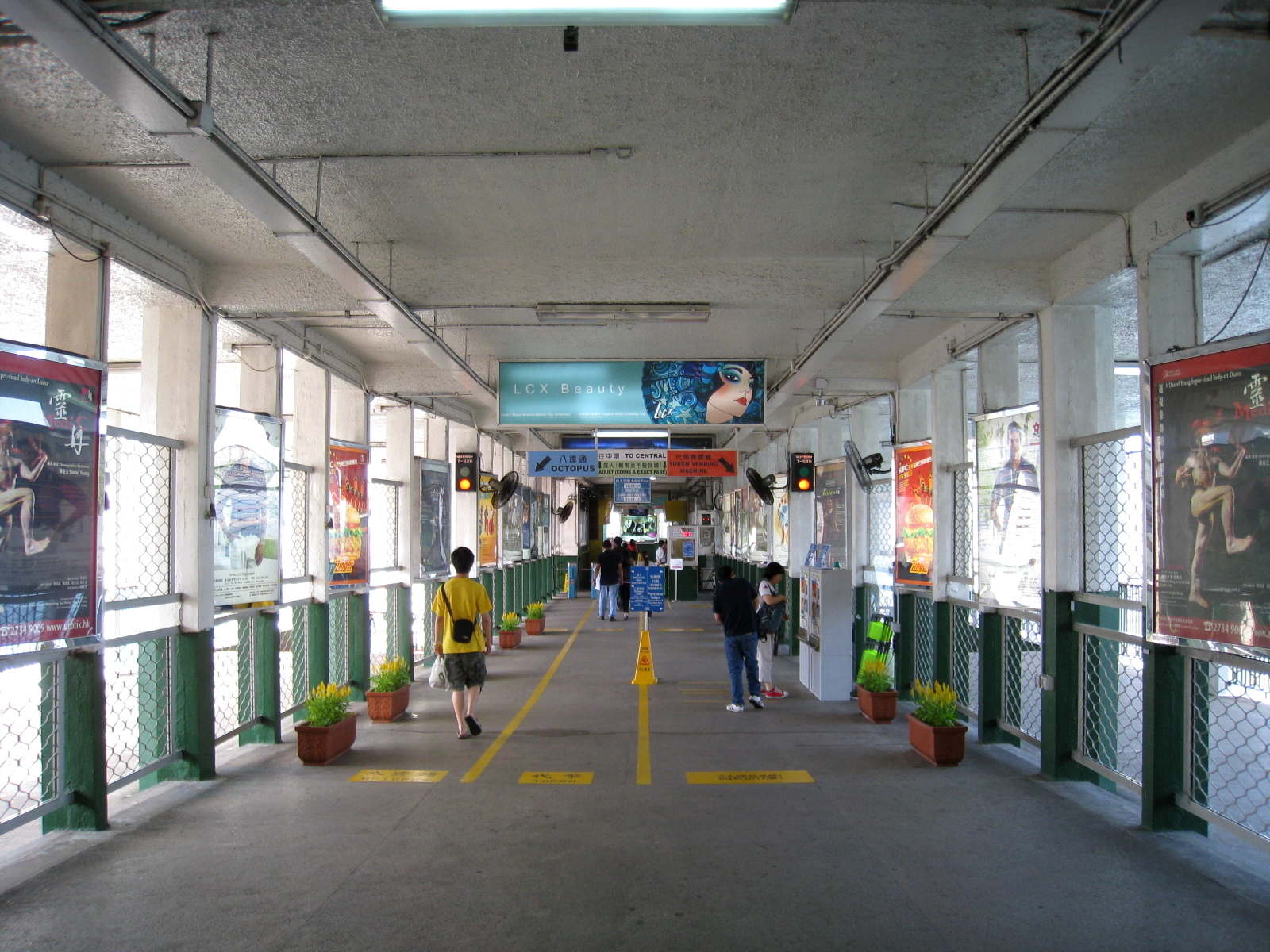
Porte d'entrée de l'embarcadère.
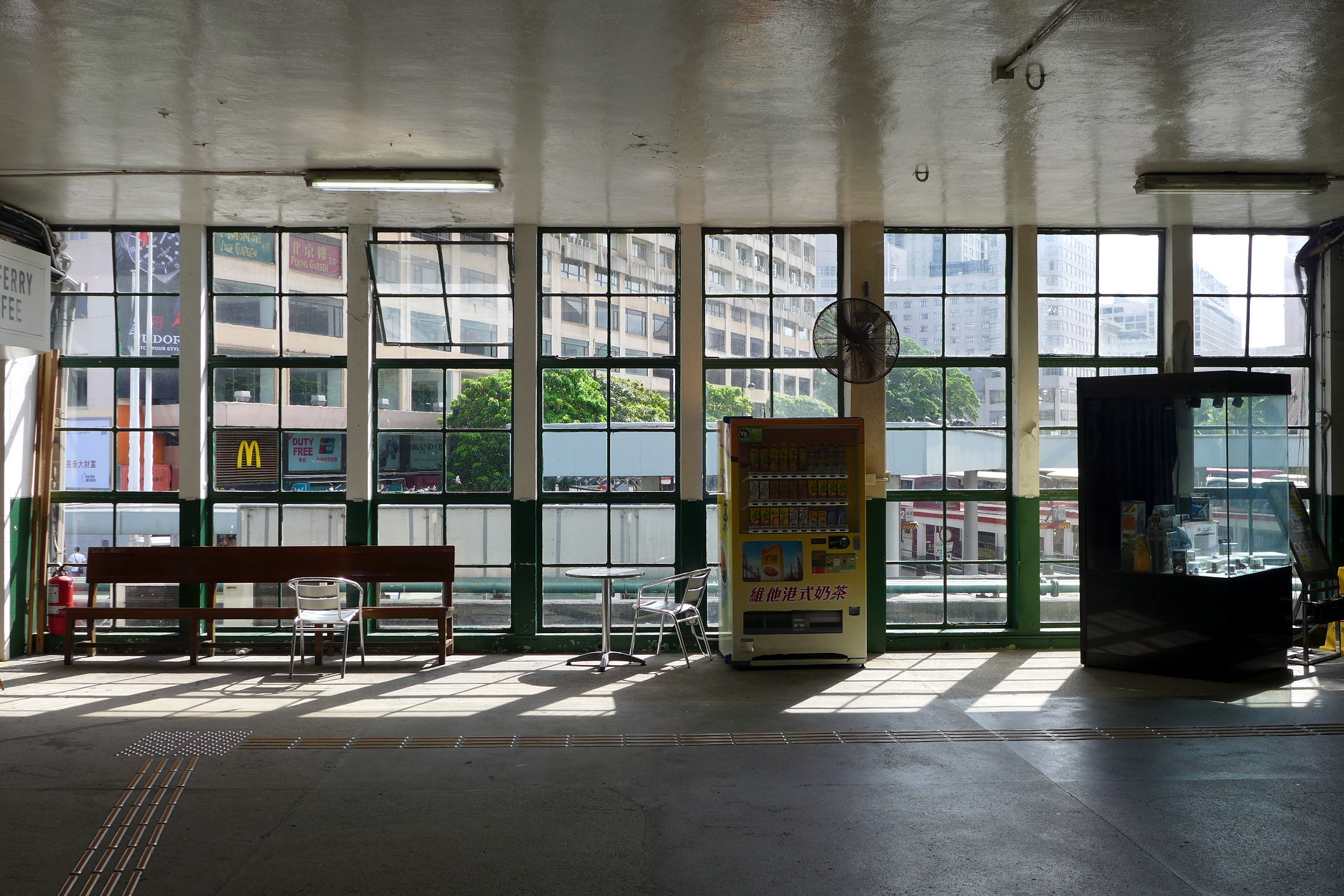
Vue intérieure de l'embarcadère.